# 借刀杀人
借刀杀人是兵法三十六計的第三計，比喻不是透過自己，而是假借別人的手去害人。 
原文為：「敌已明，友未定。引友杀敌，不自出力，以《损》推演。」此计的含义是借用一方的力量来消灭另一方的力量。这个计谋經常被使用与演义，历史上有很多与这个成语相关的故事和典故。即使在今天，很多非常吸引人的，高潮迭起的电影也是贯穿着这样的情节。

## 按語
故象已露，而另一势力更张，将有所为，便应借此力以毁敌人。如：郑桓公将欲袭鄶，先向郐之豪杰、良臣、辨智、果敢之士，尽书姓名，择郐之良田赂之，为官爵之名而书之，因为设坛场郭门之处而埋之，衅之以鸡缎，若盟状。郐君以为内难也，而尽杀其良臣。桓公袭郐，遂取之。诸葛亮之和吴拒魏，及关羽围樊、襄，曹欲徙都，懿及蒋济说曹曰：「刘备、孙权外亲内疏，关羽得志，权心不愿也。可遣人蹑其后，许割江南以封权，则樊围自释。」曹从之，羽遂见擒。